# Station Sint-Denijs-Boekel
Station Sint-Denijs-Boekel is een spoorwegstation langs de Belgische spoorlijn 89 (Denderleeuw-Kortrijk) in Sint-Denijs-Boekel, een deelgemeente van Zwalm. Het is nu een stopplaats.
Het station ligt tussen Sint-Denijs-Boekel en Nederzwalm in. Oorspronkelijk was de naam van het station dan ook Sint-Denijs-Boekel-Nederzwalm, later is de aanduiding 'Nederzwalm' komen te vervallen.
In 1868 bouwde de Société Belge de chemins de fer in opdracht van de maatschappij Chemins de fer de l'Ouest de la Belgique een station langsheen de net geopende lijn Denderleeuw-Kortrijk. Het gebouw bestond uit een groot middendeel onder een overtekend zadeldak. De twee vleugels, die gescheiden werden door het middeldeel, bevonden zich eveneens onder een zadeldak. De linkervleugel had 2 traveeën, de rechtervleugel 3.
In 1985 werd door Herman De Croo, toentertijd minister van verkeerswezen en P.T.T., een nieuw station ingewijd. Het is een typische creatie uit de tijd dat men spoorwegen zo veel mogelijk in het verdomhoekje stak. Het is een vrij onopvallend gebouw in baksteen met de uitrustingen die je normaal in een station kan verwachten. Het heeft echter niet lang dienstgedaan, want sinds 1993 zijn de loketten gesloten. In het station is ook een seinhuis gevestigd, zij het geautomatiseerd en dus zonder (permanent) personeel.
Op het perron staan diverse wachthuisjes die beschutting moeten bieden tegen wind en regen. Naast het verlaten stationsgebouw is er een fietsenstalling van het nieuwe type. Speciaal is de opstelling ervan: uit praktisch oogpunt heeft men die namelijk in getrapte vorm geplaatst.

## Galerij

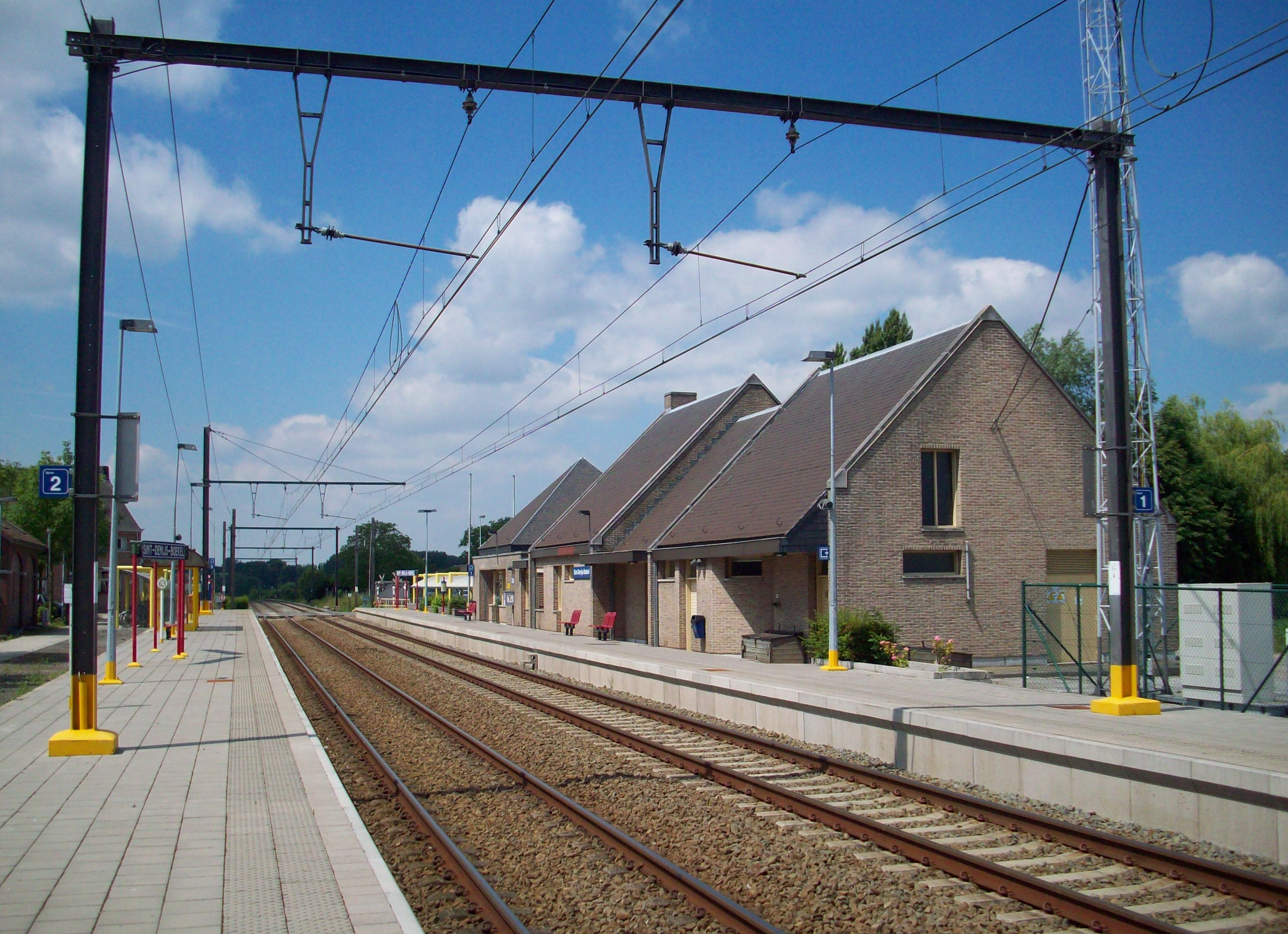
Stationsgebouw (2009)
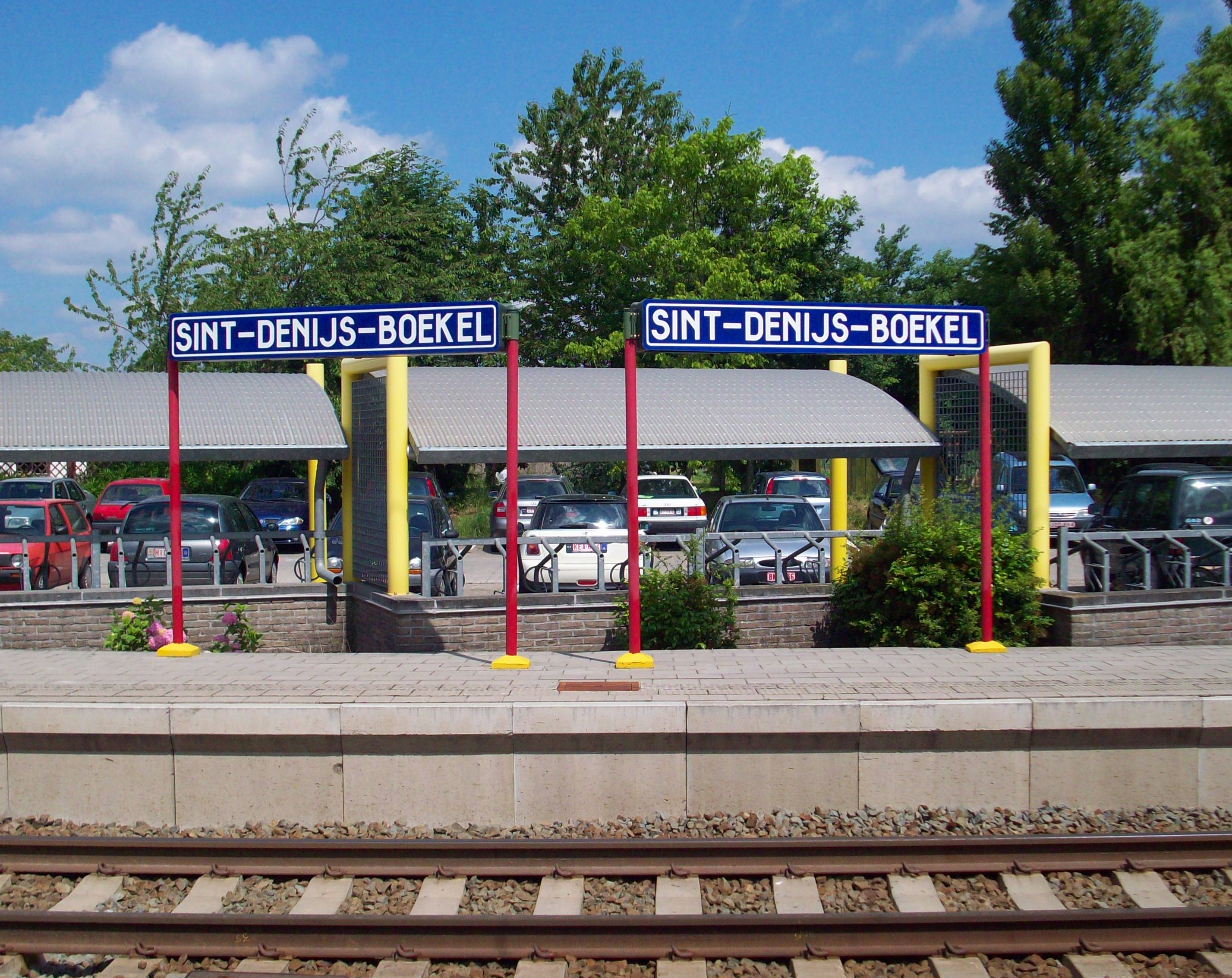
Naambord station Sint-Denijs-Boekel met op de achtergrond de fietsenstalling en de parking
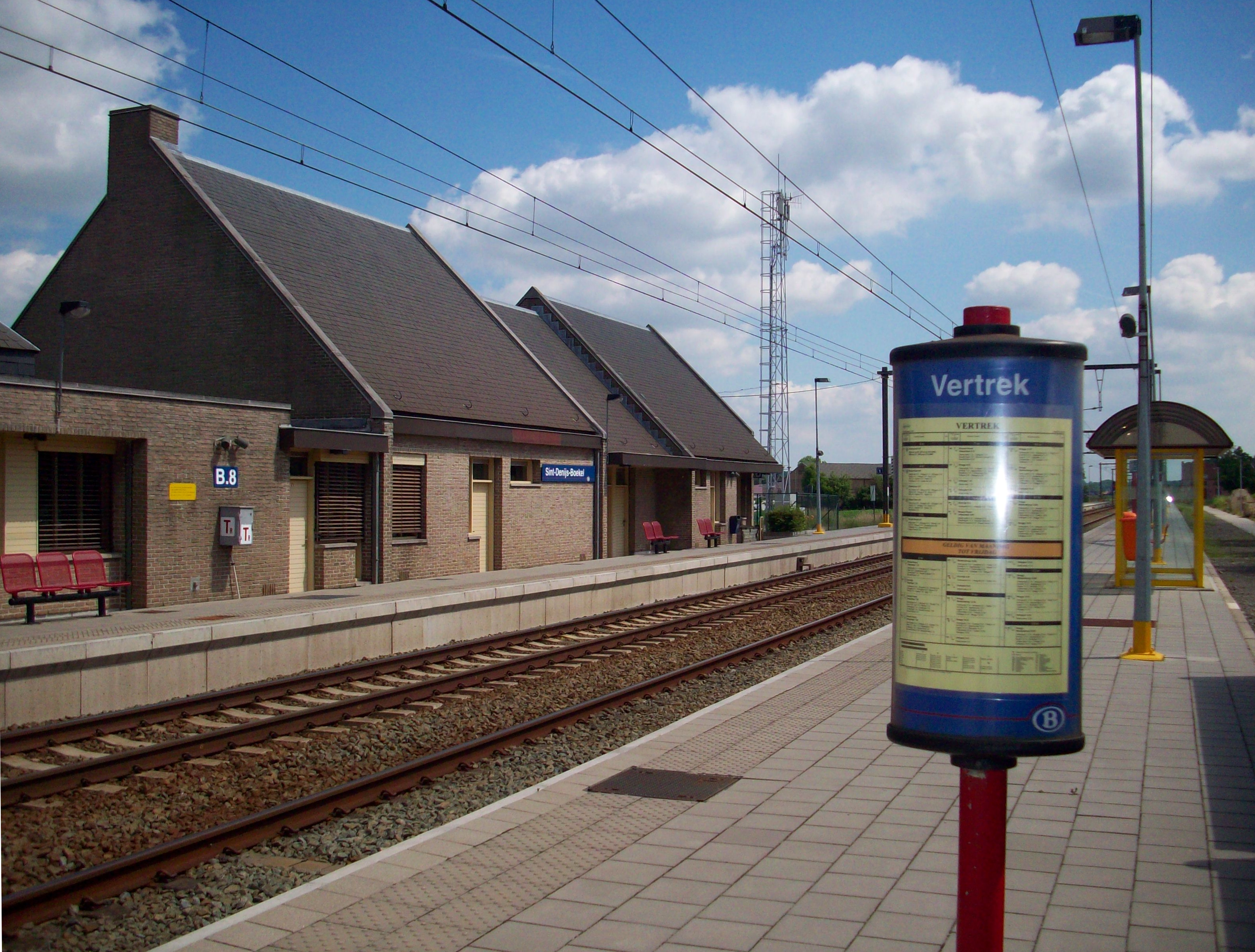
Oud station gezien vanop het perron
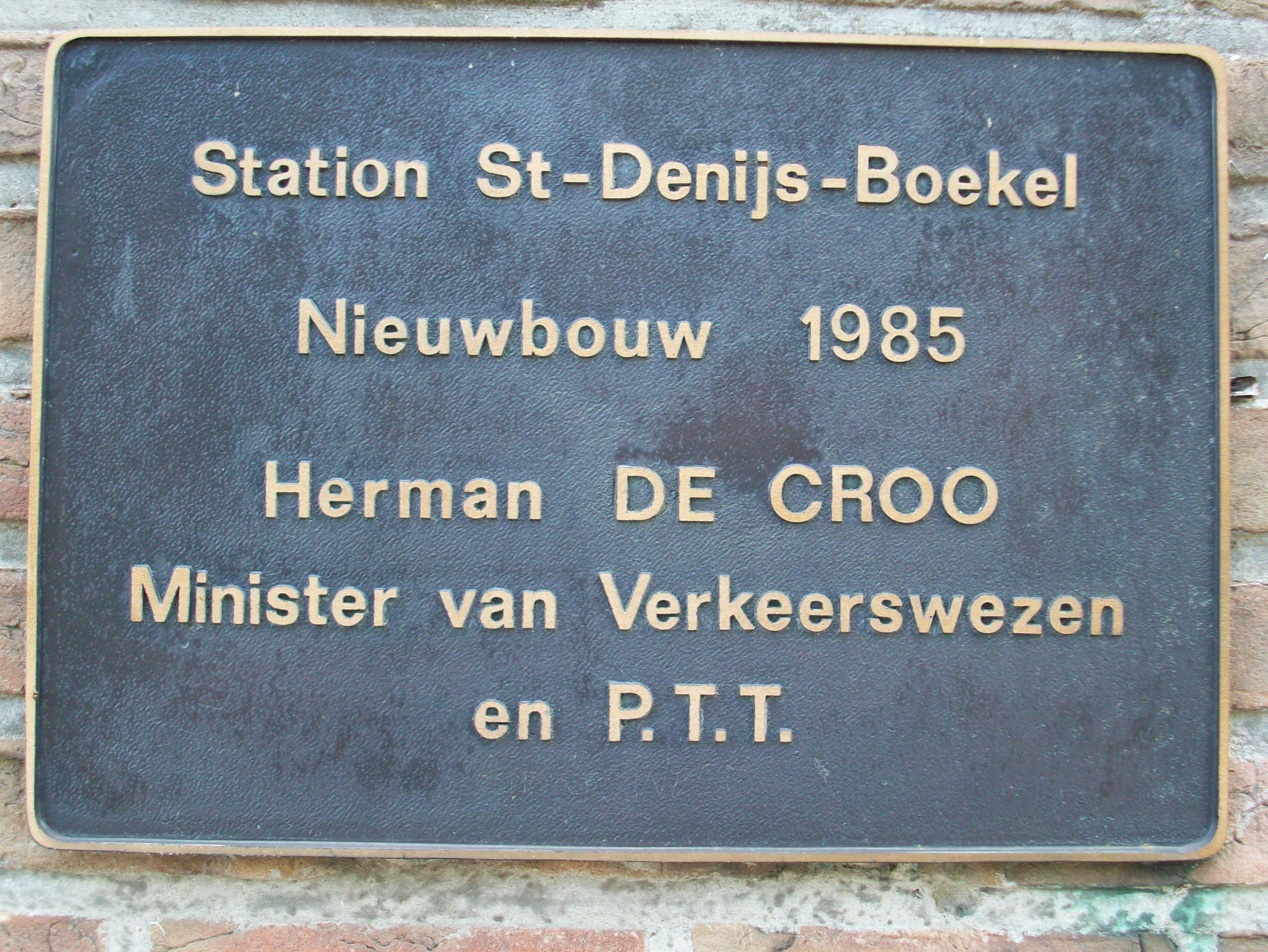
Inhuldigingsbord bevestigd aan het stationsgebouw

## Treindienst
| Serie       | Treinsoort          | Route                                                     | Bijzonderheden             |
| ----------- | ------------------- | --------------------------------------------------------- | -------------------------- |
| L 1650      | L-trein (NMBS)      | Zottegem – Sint-Denijs-Boekel – Oudenaarde – Kortrijk     | Rijdt alleen op werkdagen. |
| P 7950/8950 | Piekuurtrein (NMBS) | Kortrijk – Sint-Denijs-Boekel – Brussel-Zuid – Schaarbeek | Rijdt alleen op werkdagen. |

## Reizigerstellingen
De grafiek en tabel geven het gemiddeld aantal instappende reizigers weer op een week-, zater- en zondag.
| Tabel: aantal instappende reizigers station Sint-Denijs-Boekel | Tabel: aantal instappende reizigers station Sint-Denijs-Boekel | Tabel: aantal instappende reizigers station Sint-Denijs-Boekel | Tabel: aantal instappende reizigers station Sint-Denijs-Boekel |
|                                                                | Weekdag                                                        | Zaterdag                                                       | Zondag                                                         |
| -------------------------------------------------------------- | -------------------------------------------------------------- | -------------------------------------------------------------- | -------------------------------------------------------------- |
| 1977                                                           | 196                                                            | 7                                                              | 12                                                             |
| 1978                                                           | 204                                                            | 13                                                             | 9                                                              |
| 1979                                                           | 162                                                            | 13                                                             | 8                                                              |
| 1980                                                           | 211                                                            | 18                                                             | 19                                                             |
| 1981                                                           | 193                                                            | 17                                                             | 8                                                              |
| 1982                                                           | 159                                                            | 24                                                             | 19                                                             |
| 1983                                                           | 157                                                            | 17                                                             | 11                                                             |
| 1984                                                           | 229                                                            | 23                                                             | 12                                                             |
| 1985                                                           | 242                                                            | 22                                                             | 24                                                             |
| 1986                                                           | 233                                                            | 35                                                             | 24                                                             |
| 1987                                                           | 214                                                            | 20                                                             | 24                                                             |
| 1988                                                           | 220                                                            | 21                                                             | 15                                                             |
| 1989                                                           | 249                                                            | 13                                                             | 7                                                              |
| 1990                                                           | 251                                                            | 19                                                             | 16                                                             |
| 1991                                                           | 256                                                            | 19                                                             | 26                                                             |
| 1992                                                           | 264                                                            | 22                                                             | 18                                                             |
| 1993                                                           | 200                                                            | 18                                                             | 6                                                              |
| 1994                                                           | 251                                                            | -                                                              | -                                                              |
| 1995                                                           | 196                                                            | -                                                              | -                                                              |
| 1996                                                           | 227                                                            | -                                                              | -                                                              |
| 1997                                                           | 212                                                            | -                                                              | -                                                              |
| 1998                                                           | 248                                                            | -                                                              | -                                                              |
| 1999                                                           | 225                                                            | -                                                              | -                                                              |
| 2000                                                           | 160                                                            | -                                                              | -                                                              |
| 2001                                                           | 172                                                            | -                                                              | -                                                              |
| 2002                                                           | 186                                                            | -                                                              | -                                                              |
| 2003                                                           | 183                                                            | -                                                              | -                                                              |
| 2004                                                           | 146                                                            | -                                                              | -                                                              |
| 2005                                                           | 160                                                            | -                                                              | -                                                              |
| 2006                                                           | 187                                                            | -                                                              | -                                                              |
| 2007                                                           | 200                                                            | -                                                              | -                                                              |
| 2008                                                           | -                                                              | -                                                              | -                                                              |
| 2009                                                           | 192                                                            | -                                                              | -                                                              |
| 2010                                                           | -                                                              | -                                                              | -                                                              |
| 2011                                                           | -                                                              | -                                                              | -                                                              |
| 2012                                                           | 185                                                            | -                                                              | -                                                              |
| 2013                                                           | 296                                                            | -                                                              | -                                                              |
| 2014                                                           | 184                                                            | -                                                              | -                                                              |
| 2015                                                           | 185                                                            | -                                                              | -                                                              |
| 2016                                                           | 142                                                            | -                                                              | -                                                              |
| 2017                                                           | 171                                                            | -                                                              | -                                                              |
| 2018                                                           | 194                                                            | -                                                              | -                                                              |
| 2019                                                           | 152                                                            | -                                                              | -                                                              |
| 2020                                                           | 122                                                            | -                                                              | -                                                              |
| 2021                                                           | -                                                              | -                                                              | -                                                              |
| 2022                                                           | 170                                                            | -                                                              | -                                                              |
| 2023                                                           | 136                                                            | -                                                              | -                                                              |
| 2024                                                           | 180                                                            | -                                                              | -                                                              |

0,0: Denderleeuw ·
2,1: Welle ·
3,9: Haaltert ·
6,5: Ede ·
11,2: Burst ·
13,0: Terhagen ·
14,3: Herzele ·
16,0: Hillegem ·
17,6: Leeuwergem ·
20,2: Zottegem ·
25,8: Roborst ·
27,5: Munkzwalm ·
30,0: Sint-Denijs-Boekel ·
32,5: Welden ·
34,7: Ename ·
37,5: Oudenaarde ·
41,0: Petegem ·
43,2: Elsegem ·
45,7: Anzegem ·
49,1: Sterhoek ·
53,8: Vichte ·
56,6: Deerlijk ·
59,8: Stasegem ·
63,3: Kortrijk